# Colàcreta
Colàcreta (grec antic: κωλακρέτης) era el nom que rebia un dels magistrats més antics d'Atenes. Era un funcionari del tresor i més endavant un oficial judicial.
El seu nom vol dir literalment 'reunir extremitats' (κωλον άγείρω) perquè arreplegaven les cuixes dels animals sacrificats en determinades ocasions, no per ells, sinó per repartir-los als àpats que es feien al Pritaneu. S'ocupaven de l'administració econòmica de la ciutat al menys des del temps dels reis. En temps posteriors actuaven de tresorers dels naucraris, i amb els diners que recollien pagaven les ambaixades sagrades que s'enviaven a Delfos o a altres llocs.
La reforma de Soló no va afectar la seva magistratura, però la de Clístenes va privar-los de la seva intervenció sobre les finances, que va passar als apodectes. Quan Pèricles va introduir el costum de pagar als dicastes, eren els colàcretes els que s'encarregaven dels pagaments. En temps d'Aristòfanes era una magistratura important.